# کانگ سونگ-شیک
کانگ سونگ-شیک (کره‌ای: 강승식؛ زادۀ ۱۶ آوریل ۱۹۹۵) که با نام سونگ‌شیک شناخته می‌شود، خوانندۀ اهل کره جنوبی است. او رهبر و خوانندۀ اصلی گروه پسرانۀ ویکتون است.